# گردیزی
ابوسعید عبدالحیّ بن ضحاک بن محمود گَردیزی مشهور به گردیزی، جغرافی‌دان و تاریخ‌نگار برجستهٔ ایرانی در نیمه اول قرن پنجم هجری، در روزگار سلطنت عبدالرشید غزنوی، پسر سلطان محمود غزنوی، بود. از احوال او اطلاعاتی در دست نیست جز این که منسوب به گردیز در یک منزلی غزنه بر جادهٔ هند است.

## زندگی‌نامه
گردیزی در غزنین سکونت داشت و در همین شهر کتاب خود را نوشت. در اواخر زندگی، ابوریحان بیرونی (فوت ۴۴۰ ه‍.ق) با او دیدار کرد. اثر برجستهٔ او زین‌الاخبار مشهور به تاریخ گردیزی پیرامون سال ۴۴۰ ه‍.ق نگاشته شده‌است و مشتمل است بر تاریخ عالم و اسلام از قدیم‌ترین روزگار تا اندکی بعد از ۴۴۰ ه‍.ق مقارن با پایان پادشاهی مودود غزنوی که به نثری پخته نوشته شده‌است.
از مختصات کلام گردیزی رعایت جانب ایجاز، ذکر وقایع اصلی و اجتناب از درازگویی و عدم ورود در جزئیات است. با آن که در کلام گردیزی لغات تازی کم نیست، اما شیوهٔ نگارش او کهنه و نزدیک به نثر دورهٔ سامانیان است.